# Andrew Schnell
Pour les articles homonymes, voir Schnell.
Andrew Schnell, né le 1er novembre 1991 à Calgary, est un joueur professionnel de squash représentant le Canada. Il atteint le 30e rang mondial en octobre 2016, son meilleur classement. Il est champion du Canada en 2016. Il obtient la médaille d'or par équipe aux Jeux panaméricains de 2015.

## Palmarès

### Titres
- Championnats du Canada : 2016